# San Esteban del Mall
San Esteban del Mall (katalanisch Sant Esteve del Mall) ist ein Ortsteil der spanischen Gemeinde Isábena in der Provinz Huesca in Aragonien.

## Geografie
Der Ort in den Pyrenäen ist über La Puebla de Roda in südöstlicher Richtung zu erreichen.

## Geschichte
San Esteban del Mall wird im Jahr 1099 erstmals urkundlich erwähnt.
Der Ort wurde im Jahr 1970 zur 1964 gebildeten Gemeinde Isábena eingegliedert.

## Sehenswürdigkeiten
- Pfarrkirche San Esteban, als Ruine erhalten
- Romanische Ermita de la Virgen del Tozal, erbaut im 11./12. Jahrhundert (Bien de Interés Cultural)
- Romanische Ermita de San Saturnín, erbaut im 12. Jahrhundert (Bien de Interés Cultural)